# Lupi Roma
I Lupi Roma sono stati una squadra di football americano della città di Roma. Fondati nel 1980, hanno vinto il campionato della Lega Italiana Football americano (LIF) dello stesso anno. Nel 2016 questa vittoria è stata ufficialmente riconosciuta come il primo titolo italiano di football americano.
Dopo l'interruzione del Campionato LIF 1981 per problemi organizzativi, lasceranno la lega di Bruno Beneck per iscriversi al Campionato AIFA 1982, mutando il nome in Grizzlies Roma, siccome i diritti erano di proprietà della LIF.

## Dettaglio stagioni
| Stagione | regular season | regular season | regular season | regular season | regular season | regular season | playoff | playoff | playoff | playoff | playoff | playoff       | playoff    |
|          | Vin            | Par            | Per            | Tot            | PF             | PS             | Vin     | Per     | Tot     | PF      | PS      | risultato     | avversaria |
| -------- | -------------- | -------------- | -------------- | -------------- | -------------- | -------------- | ------- | ------- | ------- | ------- | ------- | ------------- | ---------- |
| 1980     | 4              | 0              | 2              | 6              | 73             | 52             | -       | -       | -       | -       | -       | Campioni      |            |
| 1981     | 2              | 0              | 1              | 3              | 40             | 12             | -       | -       | -       | -       | -       | Secondo posto |            |
| Totale   | 6              | 0              | 3              | 9              | 113            | 64             | -       | -       | -       | -       | -       |               |            |

Fonte: Enciclopedia del Football - A cura di Roberto Mezzetti

## Palmarès
- 1 Campionato LIF (1980)